# Allée Rodenbach
L'allée Rodenbach est une voie du 14e arrondissement de Paris, en France.

## Situation et accès
L'allée Rodenbach est une voie privée située dans le 14e arrondissement de Paris. Elle débute au 25, rue Jean-Dolent et se termine au 12, allée Verhaeren.

## Origine du nom

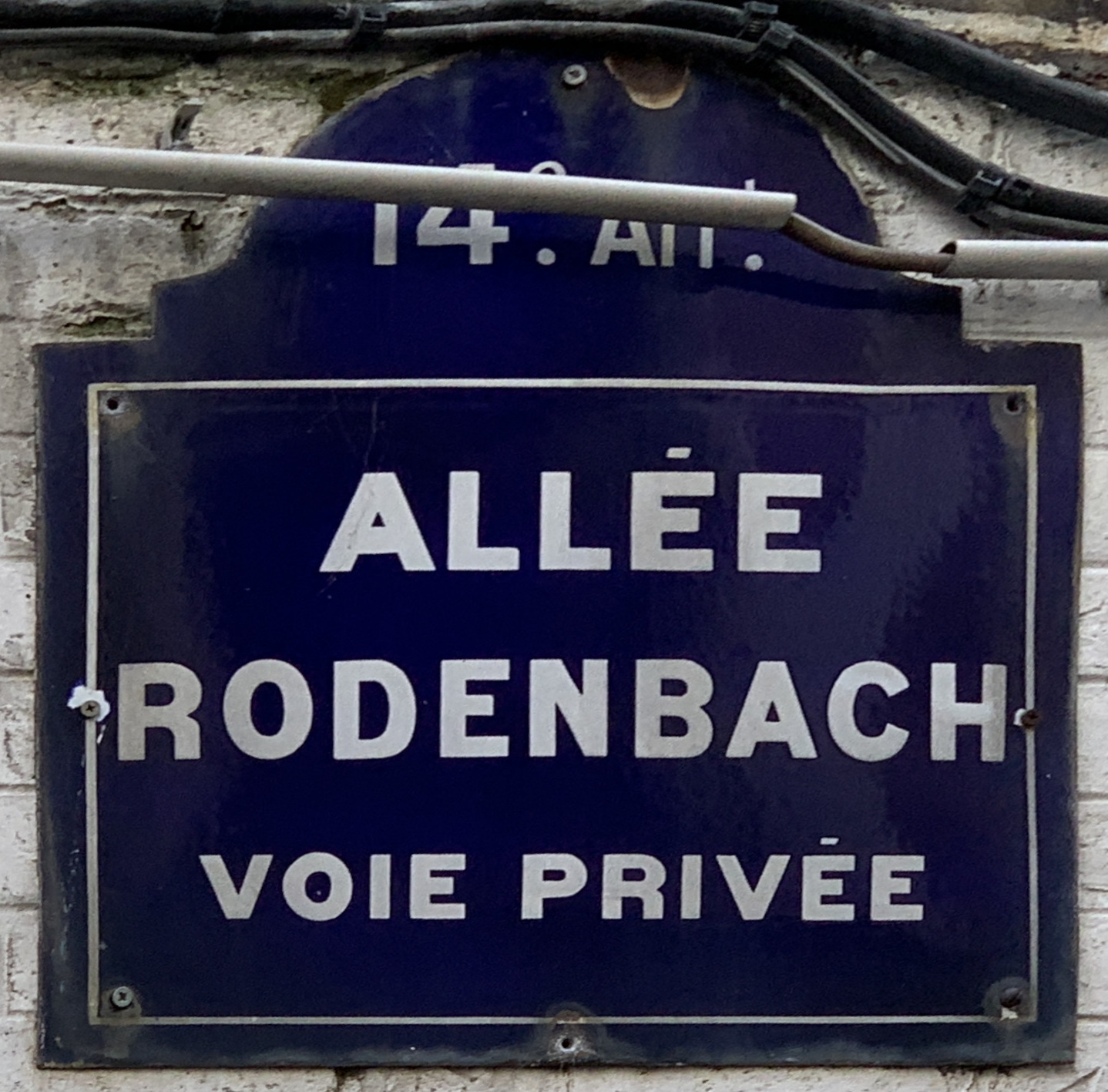
Plaque de l'allée.

Elle porte le nom du poète et littérateur belge, Georges Rodenbach (1855-1898).

## Historique
Cette voie privée créée en 1866 comme accès à l'allée Mistral, actuellement allée Verhaeren, est dénommée en 1932.